# Christel Guillaume
Christel Margarete Ingeborg Guillaume (* 6. Oktober 1927 als Christel Meerrettig in Allenstein; † 20. März 2004 in Berlin als Christel Boom) war eine Agentin des Ministeriums für Staatssicherheit (MfS) der DDR.

## Leben und Wirken
Ihre 1905 geborene Mutter Erna Meerrettig war Landarbeiterin und heiratete Anfang der 1930er-Jahre den Niederländer Tobias Boom, der die nichtehelich geborene Christel adoptierte. Nach neunjähriger Schulzeit ab 1934 (vier Jahre Volksschule und fünf Jahre Oberschule, die sie im März 1943 verließ) leistete Christel Boom das Pflichtjahr ab und begann eine Ausbildung zur medizinisch-technischen Assistentin, konnte diese aber infolge des Kriegsendes nicht beenden. Nach dem Zweiten Weltkrieg nahm sie Privatstunden im Schreibmaschinenschreiben sowie in Stenografie und arbeitete danach beim Sonderbaustab Berlin und ab September 1950 in Ost-Berlin als Sekretärin für das Groß-Berliner „Komitee der Kämpfer für den Frieden“. 
Christel Boom ließ sich vom MfS anwerben und heiratete am 12. Mai 1951 in Leisnig Günter Guillaume, der ebenfalls Agent des MfS war. Aus der Ehe ging der Sohn Pierre Guillaume (* 1957), später Pierre Boom, hervor.
1956 siedelten die Eheleute im Auftrag des MfS in die Bundesrepublik Deutschland um, wo sie sich als „Flüchtlinge“ ausgaben. Günter und Christel Guillaume ließen sich in Frankfurt am Main nieder und traten im September 1957 der SPD bei. Der eheliche Zusammenhalt des Paars wurde in der Folgezeit durch amouröse Sonderwege ihres Mannes zunehmend brüchig. Eine Trennung kam jedoch wegen ihrer Spionagetätigkeit nicht in Betracht, aber auch um Sohn Pierre gegenüber, der diese Zerrüttung bis zur Verhaftung seiner Eltern nicht bemerkte, den Anschein zu wahren. 
Während Günter Guillaume lange Jahre nicht über ein Angestelltenverhältnis beim SPD-Unterbezirk in Frankfurt herauskam, machte seine Frau beruflich schnell Karriere. Anfang der sechziger Jahre wurde sie Büroleiterin bei Willi Birkelbach, einem einflussreichen SPD-Politiker in Hessen. Birkelbach gehörte dem Parteivorstand der SPD an, saß als Abgeordneter in wichtigen Ausschüssen des Bundestages und amtierte eine Zeitlang als Staatssekretär in der hessischen Landesregierung. Somit gingen Strategiepapiere der SPD und geheime NATO-Unterlagen über ihren Tisch und landeten bei der Stasi in Ost-Berlin. Bei der Bundestagswahl 1969 kandidierte sie erfolglos auf der hessischen SPD-Landesliste. 
Dann machte ihr Mann in Bonn Karriere und gelangte unter Willy Brandt ins Bundeskanzleramt. Auch ihre Aussichten waren gut: Sie stand kurz vor der Berufung auf die Hardthöhe, in das Sekretariat von Bundesverteidigungsminister Georg Leber. Doch so weit kam es nicht: Am 24. April 1974 wurden Günter und Christel Guillaume in Bonn im Zuge der „Guillaume-Affäre“ verhaftet.
Sie wurde unter anderem wegen Landesverrats und Spionage zu acht Jahren Freiheitsstrafe und fünf Jahren Verlust der Amtsfähigkeit und der Aberkennung des aktiven Wahlrechts verurteilt.
Einige Monate vor ihrem Mann kehrte Christel Guillaume im März 1981 im Rahmen eines Agentenaustauschs zurück in die DDR, wo das Ehepaar als „Kundschafter des Friedens“ offiziell gefeiert wurde. Christel Guillaume erhielt den Karl-Marx-Orden und wurde Oberstleutnant der Stasi. Seitdem lebte sie zurückgezogen in Hohen Neuendorf bei Berlin in einem bis zur Wende extra für sie gesicherten Haus. 
Am 16. Dezember 1981 ließ sie sich von ihrem Mann scheiden und nahm erneut ihren vorherigen Nachnamen Boom an. Sie starb am 20. März 2004 in Berlin an einem Herzleiden.